# Exoprosopa rostrifera
Exoprosopa rostrifera är en tvåvingeart som beskrevs av Jaennicke 1867. Exoprosopa rostrifera ingår i släktet Exoprosopa och familjen svävflugor. Inga underarter finns listade i Catalogue of Life.